# Josep Cardona (Nona)
Josep Cardona, conegut popularment amb el sobrenom Nona (Malgrat de Mar, 5 d'octubre de 1955 - Calella, 12 de novembre de 2000), fou un artista, ninotaire, dissenyador i escultor especialitzat en figures de cartó pedra.
Va desenvolupar la seva activitat professional i creativa principalment a Mataró, al carrer de Sant Benet. El 1998 va traslladar el seu taller a Santa Coloma de Farners (Selva).
Dins la seva obra artística va destacar en la fabricació de gegants, capgrossos i altres figures de bestiari popular, i pel disseny de figures conegudes com el sol del grup teatral Comediants, la lluna del Lumière o la mascota de la Fira del Disc de Girona. També va participar, juntament amb Miquel Guillem, en la direcció de la Fira de Calella i l'Alt Maresme.
Algunes de les figures que van sorgir del seu taller sòn els Gegants de Gavà, diverses parelles de gegants de Mataró (Paler i Maria de Mata, Llorenç i Carme, Iluro i Alarona, Geganteta del Dimoni Brut), una rèplica del Drac de Vilanova i la Geltrú, la primera mulassa Cabreta de Vilanova i la Geltrú, els Capgrossos de Sant Vicenç de Montalt, els Gegants de Sant Andreu de Llavaneres, els Gegants de Cabrils, els Gegants i la mula de la ACF de Sant Feliu de Llobregat o el Drac de Pineda.